# فرانسوا-ماری رائول
فرانسوا-ماری رائول (فرانسوی: François-Marie Raoult‎؛ زاده ۱۰ مه ۱۸۳۰ درگذشته ۱ آوریل ۱۹۰۱) یک دانشمند در زمینه شیمی اهل فرانسه بود.